# Вахнево (Шарьинский район)
Вахнево — упразднённая деревня в Шарьинском районе Костромской области России. Входила в состав Одоевского сельского поселения. Исключена из учётных данных в 2025 году.

## География
Расположена на берегу речки Ложкомойка, притока реки Ветлуга.

## История
Согласно Спискам населенных мест Российской империи в 1872 году деревня относилась к 2 стану Ветлужского уезда Костромской губернии. В ней числилось 20 дворов, проживало 72 мужчины и 58 женщин.
Согласно переписи населения 1897 года в деревне проживало 130 человек (51 мужчина и 79 женщин).
Согласно Списку населенных мест Костромской губернии в 1907 году деревня относилась к Одоевско-Спиринской волости Ветлужского уезда Костромской губернии. По сведениям волостного правления за 1907 год в деревне числилось 35 крестьянских дворов и 187 жителей. Основным занятием жителей деревни был лесной промысел.

## Население
| 2008 | 2010 | 2014 |
| ---- | ---- | ---- |
| 0    | →0   | →0   |